# Paraguay a 2011-es úszó-világbajnokságon
Paraguay a 2011-es úszó-világbajnokságon három úszóva vett részt.

## Úszás
Férfi
| Versenyző       | Esemény                         | Selejtező | Selejtező | Elődöntő          | Elődöntő          | Döntő             | Döntő             |
| Versenyző       | Esemény                         | Idő       | Helyezés  | Idő               | Helyezés          | Idő               | Helyezés          |
| --------------- | ------------------------------- | --------- | --------- | ----------------- | ----------------- | ----------------- | ----------------- |
| Benjamin Hockin | Férfi 100 méteres gyorsúszás    | 50.03     | 36        | Nem jutott tovább | Nem jutott tovább | Nem jutott tovább | Nem jutott tovább |
| Benjamin Hockin | Férfi 200 méteres gyorsúszás    | 1:49.85   | 33        | Nem jutott tovább | Nem jutott tovább | Nem jutott tovább | Nem jutott tovább |
| Benjamin Hockin | Férfi 50 méteres pillangóúszás  | 23.82     | 13 Q      | 23.95             | 16                | Nem jutott tovább | Nem jutott tovább |
| Benjamin Hockin | Férfi 100 méteres pillangóúszás | 53.23     | 27        | Nem jutott tovább | Nem jutott tovább | Nem jutott tovább | Nem jutott tovább |
| Genaro Britez   | Férfi 100 méteres mellúszás     | 1:03.44   | 56        | Nem jutott tovább | Nem jutott tovább | Nem jutott tovább | Nem jutott tovább |
| Genaro Britez   | Férfi 200 méteres mellúszás     | 2:23.78   | 47        | Nem jutott tovább | Nem jutott tovább | Nem jutott tovább | Nem jutott tovább |

Női
| Versenyző    | Esemény                    | Selejtező | Selejtező | Elődöntő          | Elődöntő          | Döntő             | Döntő             |
| Versenyző    | Esemény                    | Idő       | Helyezés  | Idő               | Helyezés          | Idő               | Helyezés          |
| ------------ | -------------------------- | --------- | --------- | ----------------- | ----------------- | ----------------- | ----------------- |
| Karen Schulz | Női 50 méteres gyorsúszás  | 27.76     | 47        | Nem jutott tovább | Nem jutott tovább | Nem jutott tovább | Nem jutott tovább |
| Karen Schulz | Női 100 méteres gyorsúszás | 59.52     | 50        | Nem jutott tovább | Nem jutott tovább | Nem jutott tovább | Nem jutott tovább |